# 연합규약

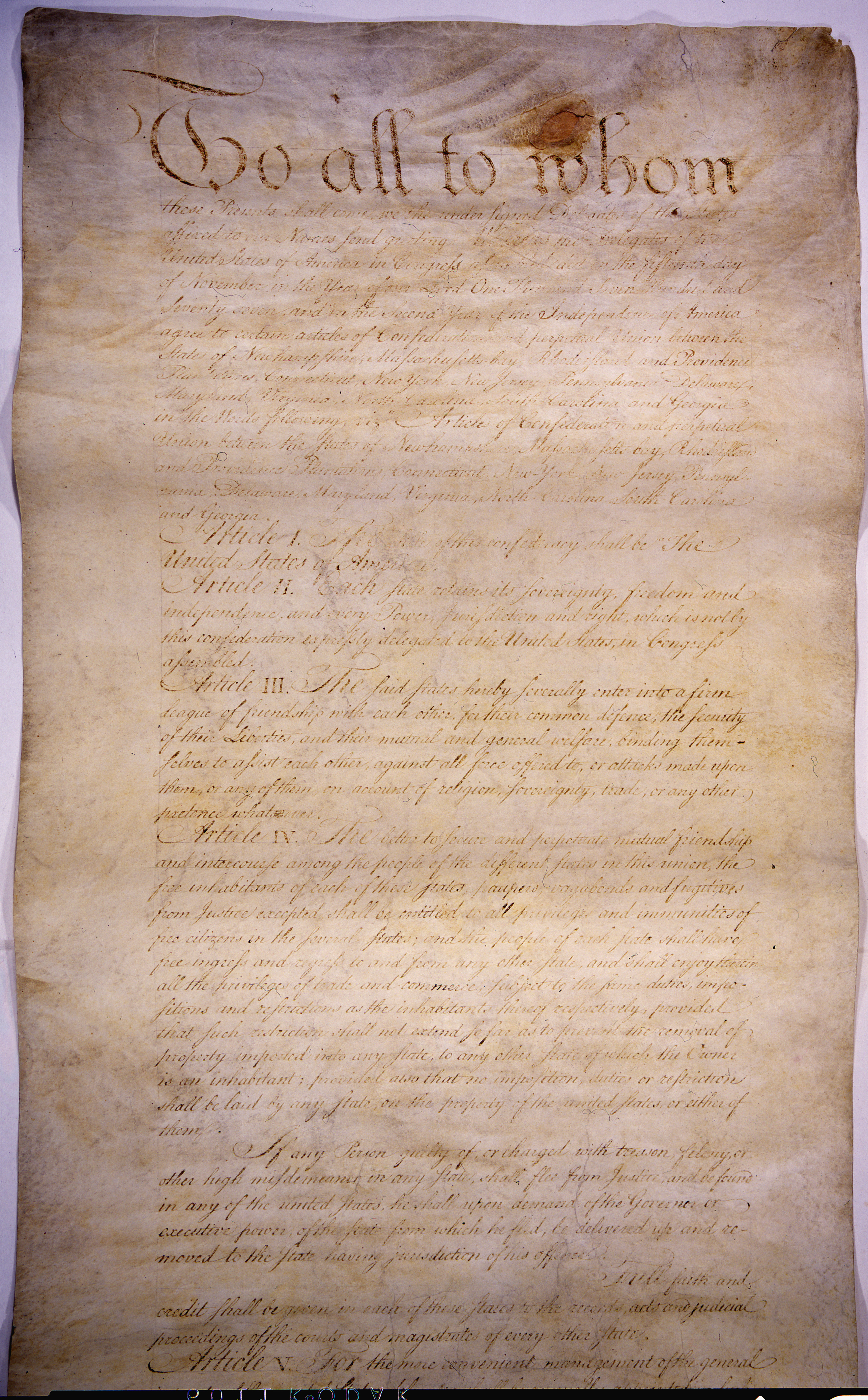
연합규약

연합과 영속적 연방에 관한 규약(Articles of Confederation and Perpetual Union)은 미국 독립 전쟁에서 13 식민지의 상호 우호 동맹을 정한 약관으로, 미국 헌법 비준 이전 최초의 헌장이다. 이 약관은 16개월에 걸친 토론 끝에, 대륙회의에서 1777년 11월 15일에 채택되어 1781년 3월 1일 13주가 모두 승인하여 발효했다. 이로써 연합규약 시대가 시작되었다. 이 약관은 연합회의에 외교, 군사 등 걸친 권한을 인정하고 있었지만, 13개 식민지가 각각 절대적인 주권을 가지고 있었다. 따라서 내정 혼란 상태를 나타내고, 강력한 중앙 정부 수립이 요구되었다. 이후 1787년에 미국 헌법이 제정되어 1790년 5월 29일에 13개 주 모두가 헌법을 비준함으로써 연합 규약의 효력은 소멸하고 연합규약 시대가 종결되어 그 역할을 끝냈다.

## 배경과 문맥
당시 왕실령 식민지 사이의 협력을 증진하고자 하는 정치적 시도는 1754년 올버니 회의로 시작되었으며, 벤저민 프랭클린은 각 지역의 문제를 해결하기 위한 범식민지 협력을 촉구하였다. 연합 규약도 그것과 유사성을 가지고 있었다. 이후 20년간 이상, 당시 거론되었던 기본 개념 중 일부가 강화되거나, 또한 특히 왕실에 대한 충성심 같은 일부는 약화되었다. 참을 수 없는 법은 시민 불복종으로 이어졌고, 반란군으로 찍히고, 왕실의 보호를 벗어나독립을 달성하려는 무장 충돌로 이어졌다. 1775년, 의사소통의 속도를 앞서버린 사건의 발발로, 제2차 대륙 회의가 임시 정부로서 미국 독립 혁명을 달성하고, 식민지에서 그들의 집단적 독립을 얻기 위해 활동을 개시했다.
문서화의 시대였고, 대부분의 주는 그 작업에 바빴으며, 일부는 그렇게 생각하지 않았지만, 지도자들은 새로운 국가가 성문 헌법을 반드시 가져야 한다고 생각했다. 독립 전쟁 기간, 의회는 전례가 없었던 정치적, 외교적, 군사적, 경제적 권한을 시험하였다. 의회에서는 무역 제한을 채택하고, 군대를 조직하고, 유지했으며, 임시 화폐를 발급하고, 군사법전을 만들고, 외국의 정부와 협상을 했다.
스스로를 불법 국가에서 합법 국가로 변신하기 위해, 식민지 주민들은 그들의 동기에 대해 국제적인 공인과 그것을 지지해줄 외국 연합이 필요했다. 1776년 초, 토머스 페인은 《상식》(Common Sense)의 초판 마지막 페이지에서 다음과 같이 주장했다. “국가들의 관습”은 유럽 열강이 미합중국과 대영제국 사이에 평화를 중재하기 위해서는 미국 독립의 공식적인 선언을 필요로 한다. 프랑스 왕국과 스페인 왕국은 특히 합법적 군주에 대한 반란군으로 여겨지는 세력에게 원조를 할 수 없을 것이다. 외국의 법정은 그들 앞에서 놓여진 미국인들의 불만을 설득력 있게, 그리고 미국이 신뢰할 수 있는 교역 상대라는 확신시킬 수 있는 포고문을 필요로 한다. 페인은 “그러한 선언이 없이는 모든 법정의 관례들이 우리에게 불리하며, 독립에 의해 우리가 다른 국가로 자리를 잡을 때까지 또한 그렇게 불리할 것이다”라고 결론을 지었다.

## 과정
1773년 보스턴 차 사건 이후 13개 식민지가 영국으로부터 독립을 결의했을 때, 동시에 식민지 사이의 연대를 독립 후에도 유지하기 위해 동맹 관계의 수립을 모색하고 있었다. 13개 식민지 연대에 의하여 영국에 저항 운동을 추진해온 애국파의 지도자들은 13개 연방의 연대가 독립 달성과 유지를 위한 당연한 전제로 파악하고 있었으며, 따라서 독립에 즈음하여 연방 관한 기본법 제정이 요구되었다. 대륙 회의는 1776년 7월 4일 미국 독립 선언 채택 직후부터 13개 연방 사이에 동맹을 형성하는 것을 목표로 기초 위원회가 조직되었다. 연합 규약 원안 초안은 존 디킨슨에 의해 만들어졌으며, 1776년 7월 12일에 대륙 회의에서 보고되었다. 이 초안은 일단 중단된 이후 이듬해 1777년 11월 15일에 대륙 회의에서 채택되었다. 이 방안은 비준을 위해 13 연방에 상정되었고, 1778년 2월 5일에 사우스캐롤라나 연방이 가장 먼저 이것을 비준했다. 그 후 1781년 3월 1일에 메릴랜드 연방이 이것을 비준함으로써 모든 연방의 승인을 획득하여, 조합 규약은 공식적으로 발효되었다.
비준까지 3년 이상의 시간이 소요된 것은 주로 서부 영토의 영유권이 얽혀 있었기 때문이었다. 여러 연방이 영유권을 주장했으며, 땅 투기업자의 기대가 꿈틀거리고 있었다. 또한 메릴랜드, 뉴저지, 델라웨어 등 서부 영토가 없는 연방에서는 특정 연방이 이 땅을 소유하는 것에 불만을 나타냈으며, 이 세 연방은 서부 영토를 연합 전체에 귀속시킬 것을 주장했다. 특히 메릴랜드는 강경하게 그 의사를 나타냈지만, 버지니아, 뉴욕, 코네티컷의 각 연방이 오하이오 강 이북의 땅의 영유권을 이양할 것을 선언한 것으로, 간신히 연합 규약은 통과되었다. (그러나 코네티컷 내용은 300만 에이커의 땅을 계속 보유하였다. "서쪽 특별 보류지 "). 그리고 발효 다음날 1781년 3월 2일이 약관에 따라 첫 번째 연합 회의가 개최되었다.

## 권한
연합 규약은 미합중국을 독립, 자유, 주권 연방 영구 동맹으로 규정하고 선전과 강화, 외교 사절의 교환, 조약 체결 등 대외 관계에 관한 권한을 연합회의에 주었다. 협회 회의에서 의결은 각 연방이 1표를 행사하고, 9표의 다수결로 통과되는 것으로 했다. 큰 연방과 작은 연방 사이에는 대륙 회의 발족 당시부터 대표권에 대한 대립이 있었지만, 처음부터 기초해 온 온 각 연방 1표 방식이 채택되었다.
연합회의는 국방, 외교, 주화 등의 권한은 인정했지만, 과세권한이 없이 대외 무역과 연방 간 무역을 규제하는 권한, 그리고 상비군을 유지할 권한도 없었다. 또한 각 연방에서의 기부금에 의해 운영되고 있었기 때문에, 연합 규약 시기의 미합중국의 재정 기반은 취약할 수 밖에 없었다. 수입세가 독자적인 수입원이었지만, 그것을 실현하기 위한 각 연방의 찬성을 얻지 못했다. 또한 외교적 대표성도 미약하기는 마찬가지였다.
재정 기반의 취약성을 해결하기 위해 1776년에서 1777년에 걸친 시기에 연합 회의에 과세권과 무역 규제 권한을 부여할 것을 주장했던 애국주의자 지도자가 없었기 때문이다. 애국파 지도자들은 각 식민지 의회만 인민에 대한 과세권을 가지고 본국 의회에 과세할 수 있는 권한은 없다고 주장해 왔다. 따라서 비록 그들 자신이 만들었지만, 대륙 회의 (연합회의)에 과세권을 인정할 수 없었다. 그리고 연방에 외교권을 주었다고 하더라도 무역을 연방이 규제하는 것을 좋아할 리 없었다.
그러나 대륙 회의에 어느 정도의 과세권의 필요성은 1780년까지 많은 대륙 회의의 대표들이 인식하게 되었다. 1777년에는 연합 규약 심의를 통해 연방의 권한을 지키는 것에 필사적이었던 노스캐롤라이나 연방의 토마스 버크는 3년 후에는 대륙 회의에 수입 세금 징수의 권한을 주는 것을 제안했다.

## 내용
연합 규약의 기초에 관여한 사람들의 대부분은 후에 미국 헌법의 기초에 관여했다. 하지만 연합 규약과 미합중국 헌법과 사이에는 다른 점이 몇 개나 존재했다. 연합 규약은 전문과 13의 조문 및 서명 부분으로 구성되어 있다. 13조문의 개요는 다음과 같다.
- 연합의 명칭을 "미합중국"으로 한다.
- 각 연방이 갖는 권리를 분명히 한다.
- 연방 간의 우호와 상호 원조를 정한다.
- 인민의 연방 간 이동의 자유와 권리를 정한다.
- 각 연방이 연합 회의에 파견하는 대의원의 규정을 정한다.
- 각 연방의 군비, 외교에 관한 제한을 정한다.
- 각 연방의 육군 장교의 임명에 대해 정한다.
- 합중국 국고에 대해 정한다.
- 연합 회의가 가진 권한과 의무에 대해 정한다.
- 합중국 위원회의 권한에 대해 정한다.
- 캐나다 연합 가입 자격에 대해 정한다.
- 연합 규약 발효 이전의 대륙 회의의 채무에 대해 정한다.
- 각 연방이 연합 규약을 준수할 것을 선언한다.

## 서명
미국 국립 문서 보관소에 있는 연합 규약 복제본 6번째 페이지에는 여러 연방의 대표자 서명이 적혀있다. 연합 규약은 1777년 11월 15일에 채택되어, 비준을 위해 각 연방에 송부하는 복제본이 만들어졌다. 또한 협회 회의에서 저장하는 복제본도 만들어졌다. 하지만 각연방에 송부된 복제본에는 서명이 기록되지 않았고, 조합 회의 의장 헨리 로런스와 협회 회의 서기관 찰스 톰슨의 서명만이 적혀 있었다.
사실 당시의 연합 규약에는 일체의 서명이 없었고, 또 날짜도 비어 있었다. 연합회의는 1778년 6월 27일에 연합 규약의 재검토를 하여 이에 따라 서명 절차가 시작되었다. 그리고 연합 규약을 채택했던 연방 대표는 연합회가 만든 복제본(현재 국립 문서 보관소에 보관된 복제에)에 서명하도록 통보했다.
1778년 7월 9일 서명을 기입할 준비가 되어 이미 비준을 완료한 뉴햄프셔, 매사추세츠, 로드아일랜드, 코네티컷, 뉴욕, 펜실베니아, 버지니아와 사우스캐롤라이나 연방의 8개 연방 대표단이 서명을 했다. 노스캐롤라이나와 조지아 두 연방도 비준은 완료했지만, 대표단이 부재했기 때문에 그날 서명되지 않았다. 뉴저지, 델라웨어, 그리고 메릴랜드 세 연방은 비준을 하지 못했기 때문에 서명을 하지 않았다.
그후 늦게 도착한 노스캐롤라이나의 대표단 중 존 펜 만 먼저 도착했기 때문에 7월 10일 날짜에 서명했다. 이후 도착한 노스캐롤라이나 대표단은 7월 21일에 서명했다. 조지아 대표단은 7월 24일에 서명했다. 또한 여러 명의 대표는 먼저 서명한 대표단의 뒤를 이어 서명을 덧붙였다. 8월 8일에는 뉴햄프셔의 존 웬트워스가 서명을 추가하였다.
최초의 서명을 한 시점에서 비준을 하지 못했던 세 연방 중 뉴저지가 먼저 비준을 완료하여 11월 26일에 서명했다. 이어 델라웨어도 비준을 완료하여, 1779년 2월 12일에 서명을 했다. 그리고 마지막 서명이 된 것은 메릴랜드의 대표단이며, 서명의 날짜는 1781년 3월 1일이었다.
각 연방의 서명자는 다음과 같다.
| 코네티컷 - 로저 셔먼 - 새뮤얼 헌팅턴 - 올리버 월콧 - 티터스 호스머 - 앤드루 애덤스 델라웨어 - 토머스 맥퀸 - 존 딕슨 - 니콜라스 반 다이크 조지아 - 존 월턴 - 에드워드 텔페어 - 에드워드 랭워디 | 메릴랜드 - 존 핸슨 - 대니얼 캐럴 매사추세츠 만 - 존 핸콕 - 새뮤얼 애덤스 - 엘브리지 게리 - 프랜시스 다나 - 제임스 로벨 - 새뮤얼 홀튼 뉴햄프셔 - 조슈아 바틀릿 - 존 원트워스 주니어 | 뉴저지 - 존 위더스푼 - 너새니얼 스쿠더 뉴욕 - 제임스 듀앤 - 프랜시스 루이스 - 윌리엄 듀어 - 고베너 모리스 노스캐롤라이나 - 존 펜 - 코넬리어스 하넷 - 존 윌리엄스 | 펜실베이니아 - 로버트 모리스 - 대니얼 로버듀 - 조너선 바야드 스미스 - 윌리엄 클링건 - 조지프 리드 로드아일랜드 - 윌리엄 엘러리 - 헨리 머천트 - 존 콜린스 | 사우스캐롤라이나 - 헨리 로런스 - 윌리엄 헨리 드레이턴 - 존 매슈스 - 리처드 헛슨 - 토머스 해이워드 주니어 버지니아 - 리처드 헨리 리 - 존 배니스터 - 토머스 애덤스 - 존 하비 - 프랜시스 라이트풋 리 |

## 개정과 헌법
1786년 5월, 사우스캐롤라이나의 찰스 핑크니는 협회 회의에서 연합 규약의 개정을 제안했다. 핑크니가 추진하려고 한 개정은 국외 및 국내 무역에 연합 회의에 지배력을 주고 또한 연합회의가 여러 연방으로부터 세금을 징수한다는 것이었다. 그러나 이 제안은 협회 회의에서 합의를 얻지 못하고, 개정판으로 이어지지 못했다.
연방 체제 강화론자들은 연합 규약의 개정을 여러 연방에 제의해 동의하는 방법에 절망하고 특별한 연방 대표자 회의를 개최하여 연방 체제의 전반적인 변화를 도모하는 방안을 제기했다. [[1786년 9월, 버지니아, 메릴랜드, 그리고 중부 세 연방 대표가 메릴랜드 애너폴리스에 모여 통상 문제를 토의했다.(애너폴리스 회의) 하지만 통상 문제는 다른 문제와 관계가 깊었고, 연방 체제 전반적인 검토와 분리할 수 없다는 이유로 이듬해 1787년 5월에 필라델피아에서 모든 연방 대표자 회의를 개최하여 연방 체제를 전면 검토하자는 제안을 결의했다. 의장 알렉산더 해밀턴은 1787년 협회 회의에서 이것을 제기하여 같은 해2월 21일]]에 연합 회의는 “연합 규약의 개정만 논의한다”는 조건부로 개최를 승인했다.
그리고 1787년 5월 25일에서 9월 17일까지 로드아일랜드를 제외한 12 연방의 대표가 참가한 필라델피아 회의가 개최되었다. 의장은 조지 워싱턴이 이의없이 선출되었다. 그 후 1787년 9월 17일에 연합 규약 개정 최종안이 채택되어 연합회의에 송부되었다. 연합회의는 9월 28일에 이것을 승인하고 비준을 위해 각 연방에 보내졌다. 그리고 다음 해 1788년 6월 21일, 개정안은 9 연방의 비준을 획득하여 미합중국 헌법으로 발효하기에 이르렀다. 그 후 1790년 5월 29일, 13개 연방 모두가 헌법을 비준함으로써 연합 규약의 효력은 소멸하고 그 역할을 마쳤다.

## 의의
1777년에 채택된 연합 규약은 전년에 준비된 초안보다 연방의 권한을 더 강하게 규정하고, 연석회의 권한을 제약하고 있었다. 독립이 선언될 때까지 각 식민지의 혁명 권력은 행동의 정당성의 원천을 종종 대륙 회의의 결의 및 권고, 통보를 요구했다. 혁명의 추진 기관으로 대륙 회의의 권위는 높았다. 그러나 여러 연방이 각각 헌법을 제정하고, 인민에 기초를 두는 정부를 구성해 버렸다. 따라서 자신의 정통성을 확보하기 위해 대륙 회의에 의존할 필요가 없었으며, 오히려 연방이 대륙 회의에 정통성을 부여한다고 생각하게 되었다. 그러한 사정 때문에 대륙 회의의 권위는 떨어졌고, 오히려 연합 규약 심의에도 영향을 주었다.
하지만 연합 규약에 의해 성립된 연합 회의는 1785년과 1787년에 미래 서부 발전의 기초하게 될 중요한 의미를 가지는 2개의 조례를 제정하는데 성공했다. 1785년의 공유지 조례는 북서부 영토(오하이오 강, 오대호, 미시시피강으로 둘러싸인 지역)의 연방 소유지의 측량과 분배 방법을 정한 것이었다. 이것은 측량한 공유지를 1면 6마일 사각 시군구 라는 파티션으로 구분하여 그것을 1면 1마일의 36 구획으로 나누어 하나의 파티션을 공개적 공유지로 남겨두고 나머지 35 구획을 하나의 단위로 1에이커 당 1달러에 매각한다는 것이었다. 이 방식은 이후 미합중국 헌법 하에 수립된 정부에 인수되었다. 또한 1787년의 북서부 조례는 북서부 영토에 대한 임시 통치 방법을 정한 것이었다. 북서부 조례는 북서부 영토가 미래에 3 ~ 5개의 준주를 조직하고 자유민의 인구가 6만 명에 도달하면 종래의 주와 대등한 자격으로 연방에 가입할 수도 정했다. 이 조례는 또한 이 지역에서의 노예 제도를 금지했다.

## 같이 보기
- 미국 건국의 아버지
- 미국의 역사 (1776년~1789년)
- 자유지상주의
- 비토크라시